# Гупта, Модадугу Виджай
Модадугу Виджай Гупта (англ. Modadugu Vijay Gupta, род. 17 августа 1939 года) — индийский биолог, специалист в области промышленного рыболовства и рыбоводства. Автор «синей революции», которая позволила беднейшим крестьянам Индии овладеть доступной техникой разведения рыбы. 

## Ранняя жизнь и карьера
Гупта родился 17 августа 1939 года в Бапатле (ныне штат Андхра-Прадеш, Индия). После получения степени магистра он некоторое время работал преподавателем в колледже Чирала. Позже он также был заведующим кафедрой зоологии в колледже в штате Ассам. В этот период он сосредоточился на научных исследованиях и отправился в Калькутту для получения дальнейшего образования по специальности «Исследования в области рыболовства». 

## Исследования
В 1970-х годах Индия была сосредоточена на развитии высокотехнологичных и дорогостоящих методов аквакультуры, таких как разведение креветок. Тем не менее, в этот период доктор Гупта сосредоточился на исследовании методов аквакультуры для крайне бедных фермеров. Он разработал такие методы, как «поликультура рыбы», которая представляет собой выращивание разнообразного сочетания видов рыб в одном пруду, и «интегрированная аквакультура - сельское хозяйство», которая сочетает аквакультуру и сельское хозяйство экологически чистым способом. Кроме того, он налаживал партнерские отношения с местными сообществами и работал над тем, чтобы обучить своим методам бедных. Начав с небольших групп по 5-10 безземельных бедных фермеров в каждой, он обучал навыкам аквакультуры. Впоследствии Гупта помог создать основу для экономической независимости фермеров за счет разведения рыбы в арендованных прудах с безусловной финансовой поддержкой для покрытия начальных затрат на рыбоводство.
Гупта лично ездил на рыбные пруды земледельцев и начинал исследования на насыпях прудов для изучения рыбы. Он также понимал нужды и проблемы фермеров и продолжал свои исследования в соответствии с их запросами. Понимая, что ускоренное производство рыбы будет выгодно рыбоводам, были проведены эксперименты в этом направлении и были получены новые рыбы. При их выращивании он достиг высокого урожая от полутора до трех-пяти тонн в год.
До выхода на пенсию Гупта занимал должность помощника генерального директора в WorldFish, международном научно-исследовательском институте рыболовства при Консультативной группе по международным сельскохозяйственным исследованиям (Consultative Group for International Agricultural Research, CGIAR), базирующемся в Пинанге, Малайзия.

## Награды
В 2005 году Гупта был удостоен Всемирной продовольственной премии за разработку и распространение малозатратных методов разведения пресноводной рыбы (с использованием видов тиляпии) среди бедных слоев сельского населения.  
Гупта известен как пионер «синей революции» в Юго-Восточной Азии. В 2015 году он стал лауреатом премии мира Сонхак в знак признания заслуг в создании системы аквакультуры для бедного сельского населения в Азии, Африке и Тихоокеанском регионе.
В 2023 году правительство Индии наградило его орденом Падма Шри.